# Ludovica Sammartino
Ludovica Angela Daniela Sammartino (Gela, 6 aprile 2005) è una cestista italiana.
Ala-centro di 183 cm, ha giocato in Serie A1 con Ragusa.

## Carriera

### Con i club
Reduce da ottime stagioni in A2 con Vigarano e Umbertide, nel 2023-'24 ha contribuito alla corsa promozione della BKB Torino in Serie B, sfiorando l’accesso alla A2. Nel 2024-2025 veste la maglia di Moncalieri.

### Con la Nazionale
Nel 2025, viene convocata con la Nazionale 3x3 per il FIBA 3x3 World Tour.
Nel 2025, gioca con la Nazionale italiana 3x3 Under-21 alla Youth Nations League.